# Saint-Martin-la-Sauveté
Saint-Martin-la-Sauveté  es una comuna francesa situada en el departamento de Loira, en la región de Auvergne-Rhône-Alpes.

## Demografía
| 1090 | 973 | 912 | 895 | 909 | 898 | 923 |
| Para los censos de 1962 a 1999 la población legal corresponde a la población sin duplicidades (Fuente: INSEE [Consultar]) |     |     |     |     |     |     |